# Paladru
Paladru is een plaats en voormalige gemeente in het Franse departement Isère in de regio Auvergne-Rhône-Alpes en telt 863 inwoners (1999). De plaats maakt deel uit van het arrondissement La Tour-du-Pin.

## Geschiedenis
Paladru is op 1 januari 2017 gefuseerd met de gemeente Le Pin tot de gemeente Villages du Lac de Paladru. 

## Geografie
De oppervlakte van Paladru bedraagt 11,7 km², de bevolkingsdichtheid is 73,8 inwoners per km².
De onderstaande kaart toont de ligging van Paladru met de belangrijkste infrastructuur en aangrenzende gemeenten.

## Demografie
Onderstaande figuur toont het verloop van het inwonertal.